# Street Corner Heroes
Street Corner Heroes è il secondo album in studio di Robbie Dupree, uscito nel 1981. 

## Descrizione
Dopo l'acclamato successo dell'omonimo album, Dupree realizza Street Corner Heroes, disco che rientra nel filone yatch rock.
É l'ultimo lavoro del chitarrista ad essere stato prodotto da una major. L'artista, in seguito, collaborerà solo con etichette minori o indipendenti.

## Accoglienza
I singoli Brooklyn Girls e All Night Long entrarono nella classifica Billboard 200. 
Rispetto al precedente lavoro, Dupree non riuscì a bissare lo stesso successo commerciale. Per la critica, Street Corner Heroes è «musica da studio impeccabile, priva di (...) difetti che avrebbero potuto elevarlo al di sopra della concorrenza».

## Tracce
1. Street Corner Heroes
2. Desperation
3. Brooklyn Girls
4. All Night Long
5. Free Fallin'
6. I'll Be The Fool Again
7. Are You Ready For Love
8. Saturday Night
9. Missing You
10. Long Goodbye